# Gelucourt
Gelucourt és un municipi francès, situat al departament del Mosel·la i a la regió del Gran Est. L'any 2007 tenia 237 habitants.

## Demografia

### Població
El 2007 la població de fet de Gelucourt era de 237 persones. Hi havia 92 famílies, de les quals 20 eren unipersonals (8 homes vivint sols i 12 dones vivint soles), 36 parelles sense fills, 32 parelles amb fills i 4 famílies monoparentals amb fills.
La població ha evolucionat segons el següent gràfic:
Habitants censats

### Habitatges
El 2007 hi havia 106 habitatges, 93 eren l'habitatge principal de la família, 3 eren segones residències i 10 estaven desocupats. 105 eren cases i 1 era un apartament. Dels 93 habitatges principals, 81 estaven ocupats pels seus propietaris, 6 estaven llogats i ocupats pels llogaters i 6 estaven cedits a títol gratuït; 1 tenia dues cambres, 5 en tenien tres, 16 en tenien quatre i 72 en tenien cinc o més. 78 habitatges disposaven pel capbaix d'una plaça de pàrquing. A 44 habitatges hi havia un automòbil i a 40 n'hi havia dos o més.

### Piràmide de població
La piràmide de població per edats i sexe el 2009 era:
| Homes | Edats   | Dones |
| ----- | ------- | ----- |
| 0     | 95 o +  | 0     |
| 0     | 90 a 94 | 0     |
| 0     | 85 a 89 | 0     |
| 0     | 80 a 84 | 0     |
| 4     | 75 a 79 | 0     |
| 8     | 70 a 74 | 4     |
| 20    | 65 a 69 | 20    |
| 8     | 60 a 64 | 0     |
| 4     | 55 a 59 | 12    |
| 4     | 50 a 54 | 8     |
| 16    | 45 a 49 | 0     |
| 4     | 40 a 44 | 4     |
| 4     | 35 a 39 | 16    |
| 12    | 30 a 34 | 8     |
| 4     | 25 a 29 | 0     |
| 0     | 20 a 24 | 0     |
| 0     | 15 a 19 | 12    |
| 8     | 10 a 14 | 0     |
| 12    | 5 a 9   | 12    |
| 0     | 0 a 4   | 0     |

## Economia
El 2007 la població en edat de treballar era de 144 persones, 98 eren actives i 46 eren inactives. De les 98 persones actives 95 estaven ocupades (54 homes i 41 dones) i 3 estaven aturades (3 dones i 3 dones). De les 46 persones inactives 16 estaven jubilades, 19 estaven estudiant i 11 estaven classificades com a «altres inactius».

### Ingressos
El 2009 a Gelucourt hi havia 88 unitats fiscals que integraven 241 persones, la mediana anual d'ingressos fiscals per persona era de 17.553 €.

### Activitats econòmiques
Dels 4 establiments que hi havia el 2007, 1 era d'una empresa alimentària, 1 d'una empresa de fabricació d'altres productes industrials, 1 d'una empresa de transport i 1 d'una empresa immobiliària.
L'any 2000 a Gelucourt hi havia 7 explotacions agrícoles.

## Equipaments sanitaris i escolars
El 2009 hi havia una escola elemental integrada dins d'un grup escolar amb les comunes properes formant una escola dispersa.

## Poblacions més properes
El següent diagrama mostra les poblacions més properes.